# ジャケット

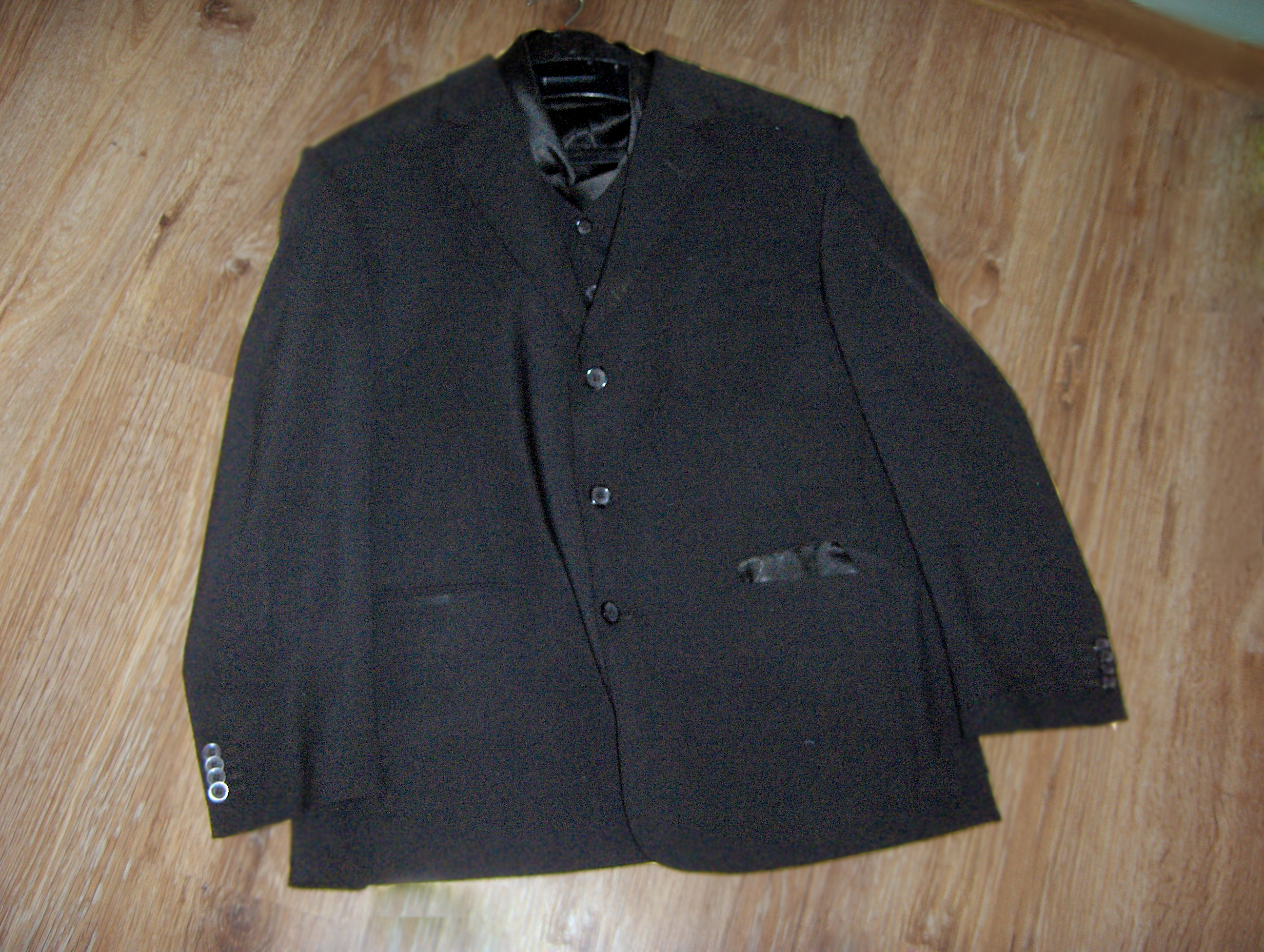
スポーツジャケット

ジャケット（英: jacket）は、丈の短い前開きのトップスの一種である。屋内、屋外、インナーウェア、アウターウェアとして着用されるさまざまな衣服が含まれる。日本では昭和初期頃まで、表記・表音を日本語化してジャケツと称した。
丈は短いものでは腰丈まで、長いもので膝丈まで。尻丈が多い。ジャケットの中でノースリーブのものはベスト、屋外で着用する丈の長いものはコート、丈の短いものはジャンパー（ブルゾン）と呼ばれることがある。

## 歴史
ジャケットは中世ヨーロッパの男性用上衣に縁があり、スペイン語の鎖かたびらを指すヤク (西: jac) 、あるいは古フランス語ジャク (仏: jaque) が指す「身体にフィットする丈が短いチュニックで詰め物やキルティングをほどこし防護服としても用いた」ものを指すという説がある。後者は14世紀後半の英語の文献に「Iakke、jakke」として登場し、1400年に「女性向けの短いチュニック」の意味で使用された記録が見られ、これらから英単語のジャケットができた可能性がある。16世紀ごろまでのジャケットは、男性用で、丈がやや長く、ベルトを使ってとめていた。

## 礼服
- 燕尾服 - 指揮者が羽織る礼服
- スペンサー - 燕尾服から尾を取り除いた短い上着。
- タキシード
- ディレクターズスーツ - または平服。
- ファンシータキシード・スーツ - または平服。
- ブラックスーツ - または平服。
- フロックコート - または平服。
- モーニングコート - または平服。

## 和服
- 打掛 - 小袖に用いる。
- 裃 - 袴に合わせる。
- 丹前 -
- 長着 -
- 羽織 -
- 法被 -

## その他ジャケット
- アウトドアジャケット - アウトドアウェアの上着。
- ジャンパー - 裾に絞りがついた丈の短いジャケット。ブルゾン。ジャンバー。
- スタジアムジャンパー - 野球やアメリカンフットボール選手が防寒用にスタジアムでユニフォームの上から着ていたジャンパー。ベースボールジャケット。フットボールジャケット。スタジャン。
- レターマンジャケット - バーシティーレター（英語版）のパッチがつけられたジャケット。スタジアムジャンパーの一種。
- イートンジャケット - イートン校の制服に由来するジャケット。
- ギャンベゾン - キルティングをほどこした中世の防御用の上衣。ガンベゾンとも。
- 中綿ジャケット - 表地と裏地の間に綿が詰められたジャケット。パッファージャケット。
- キルティングジャケット - キルトで出来た防寒用のジャケット。別名はハスキージャケット。中綿ジャケットの一種。
- ダウンジャケット - 羽毛（ダウン）を使った防寒ジャケット。中綿ジャケットの一種。
- ストレートジャケット - 拘束衣のこと。
- 背広 - ビジネスを行うときに着用するジャケット。スーツジャケット。ラウンジジャケット。
- スポーツジャケット - カジュアルな背広型ジャケット。名称の由来は射撃や乗馬といったスポーツに用いられていたことから。
- テーラードジャケット - テーラードカラー（背広のような形の襟）のジャケット。元は背広を模した女性用のジャケットを指していた。テラジャケ。
- ブレザー - スポーツジャケットよりフォーマルな背広型ジャケット。日本では学校制服によく用いられる。
- シャツジャケット - シャツ地で作られた背広型ジャケット。またはシャツ型のジャケット。
- スモーキングジャケット - もとは喫煙時のようにくつろげるジャケット。現在のタキシードのこと。
- マオカラージャケット - 学生服に似た、立襟のジャケット。背広としても用いる。
- ボアジャケット - ボアを使ったジャケット。ボアとはパイル編のループをカットしたもの。ランチコート。
- ムートンジャケット - ムートン（羊の毛皮）を使ったジャケット。シアリングジャケット。
- フリースジャケット - フリースを使ったジャケット。
- レインジャケット - 雨天に着用する防水ジャケット。ハードシェルジャケット。
- ソフトシェルジャケット - 防水のハードシェルジャケットに対応する非防水のジャケット。
- ウインドブレーカー - 風避けで着用するジャケット。
- トラックジャケット - 汎用のスポーツウェアの上着。ジャージー。
- フィールドジャケット - 野原で着用するジャケット。
- サファリジャケット - 狩猟で着用するジャケット。4つのパッチポケットが特徴。フィールドジャケットの一種。
- ハンティングジャケット - 狩猟で着用するジャケット。獲物を入れる通称ゲームポケットを備えてるのが特徴。フィールドジャケットの一種。
- ミリタリージャケット - 軍服の上着。
- アイゼンハワージャケット - アメリカ軍のミリタリージャケット。名称の由来はアイゼンハワー将軍がデザインに携わったことから。
- M1941フィールドジャケット（英語版） - アメリカ軍のミリタリージャケット。ウインドブレーカーから着想を得て開発された。名称の1941とは採用された年。
- タンカースジャケット - 戦車兵向けのミリタリージャケット。狭く温度変化が大きい車内空間を考慮したデザイン。
- フライトジャケット - 航空機パイロット用ジャケット。ジャンパーの一種。
- A-2フライトジャケット - アメリカ軍のミリタリージャケット。歴代のアメリカ大統領がアメリカ空軍を視察するときなどによく着ている。
- G-1フライトジャケット（英語版） - アメリカ軍のミリタリージャケット。『トップガン』でトム・クルーズが着たことで有名。
- CWU-45Pフライトジャケット - アメリカ軍のミリタリージャケット。
- MA-1フライトジャケット - アメリカ軍のミリタリージャケット。
- ライダースジャケット - オートバイのライダー用のジャケット。主にファッションとして着用されるクラシックなものを指す。
- ライディングジャケット - オートバイのライダー用のジャケット。ライダーを保護するためのプロテクターや脊椎パッドなどが入っているものもある。
- ライフジャケット - 水難用の救命着。水に浮かぶよう空気が詰められている。
- ワークジャケット - 作業着の上着。
- アカデミックドレス - 大学の卒業式に使うガウン。
- 革ジャン - 革製のジャンパー。レザージャケット。
- ジージャン - ジーン（デニム）で作られた作業用ジャンパー。別名はジーンジャケット。デニムジャケット。
- スカジャン - 刺繡のあるスタジアムジャンパー（スタジャン）。横須賀ジャンパーの略称。
- スタッフジャンパー - 元はイベントなどのスタッフが制服代わりに着用するジャンパーのこと。
- ドカジャン - 土方（ドカタ、作業員）が着用する防寒用のジャンパー。
- ハリントンジャケット - 袖や裾に絞りがついた丈の短かいジャケット。ジャンパーの原型と言われている。スプリングジャケット。スウィングトップとも。
- ドリズラー - 小雨や霧雨を避けるために着る、スポーツ用のジャケット。
- ナイロン・アンチフリーズ - ナイロン製のジャンパー。『理由なき反抗』でジェームズ・ディーンが着たことで有名。
- ガウン - 丈の長い室内着として使うジャケット。
- カーディガン - 前開きのセーター。
- CPOシャツジャケット - アメリカ軍のウール製のシャツ型ジャケット。アメリカ海軍下士官 (Chief Petty Officer) の略から。
- ジャーキン（英語版） - 近世ヨーロッパの、皮製で紐をベルトに使うジャケット。
- プールポワン - 鎧や鎖帷子に用いたジャケット。
- ベスト - ノースリーブのトップス。
- ジレ (衣類)（英語版） - 英語では防寒用のノースリーブの上着。日本語やフランス語ではウェストコートと同義。ベストの一種。
- ウェストコート - シャツの上、ジャケットの下に着用する前開きでノースリーブの中衣。スリーピース・スーツを構成する一つ。ベストの一種。チョッキ。
- ボレロ - ウェストラインまでの短いジャケット。
- ワックスドジャケット（英語版） - ワックス（蝋）を染み込ませたコットン生地を使ったジャケット。オイルドジャケット。
- コーチジャケット - アメリカンフットボールのコーチが着用していたのが由来とされるジャケット。シャツ襟にスナップボタン式の前開きが特徴。
- グラウンドコート - 主に野球選手や監督がグラウンド（運動場、競技場）でユニフォームの上に着用する防寒用のジャンパー。グランドコート。
- F2フィールドジャケット - フランス軍のミリタリージャケット。
- デッキジャケット - 船のデッキクルーが着用する防寒用のジャンパー。
- N-1デッキジャケット - アメリカ軍のミリタリージャケット。
- A-2デッキジャケット - アメリカ軍のミリタリージャケット。
- ナポレオンジャケット - ナポレオン将軍の軍服に似たジャケット。ナポレオンカラーと呼ばれる高目の上襟と大きな下襟が特徴。
- ジャングルファティーグジャケット - アメリカ軍のミリタリージャケット。ベトナム戦争で着用された。
- カットオフ（英語版） - ジージャンや革ジャンの袖を短く切り落としたり取り外したもの。
- ヨットパーカ - ヨットの乗員が着るフードつきジャケット。ウインドブレーカーの一種。

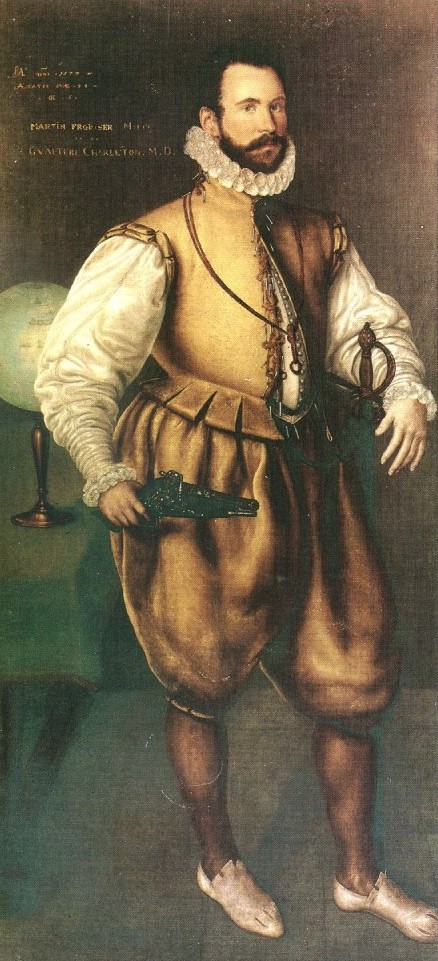
ジャーキンを着けたマーティン・フロビッシャー
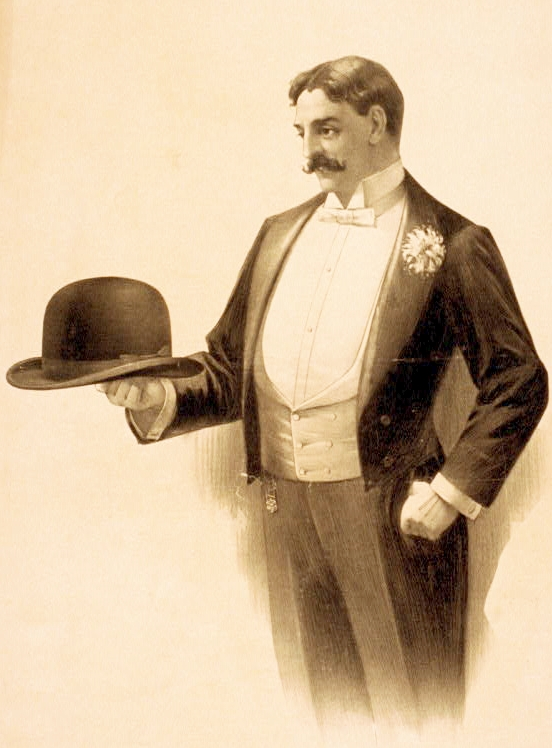
燕尾服
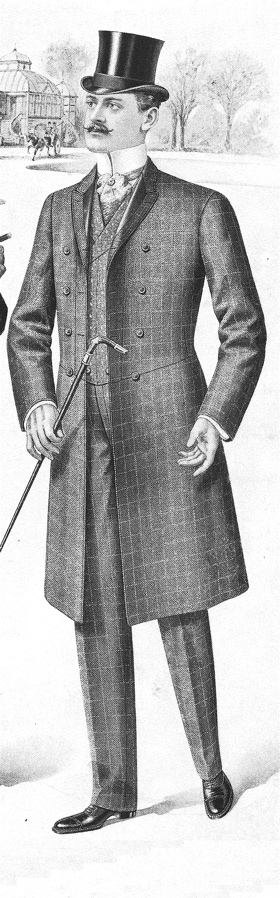
フロックコートの中にウェストコートを着用
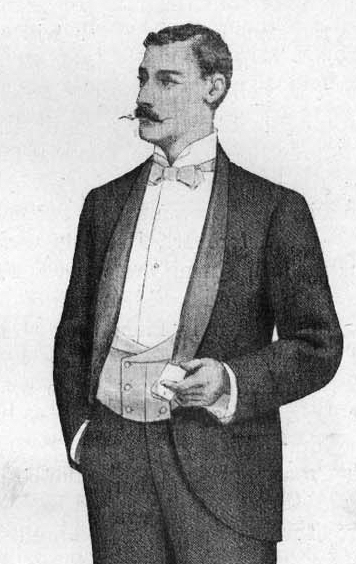
ディナージャケット
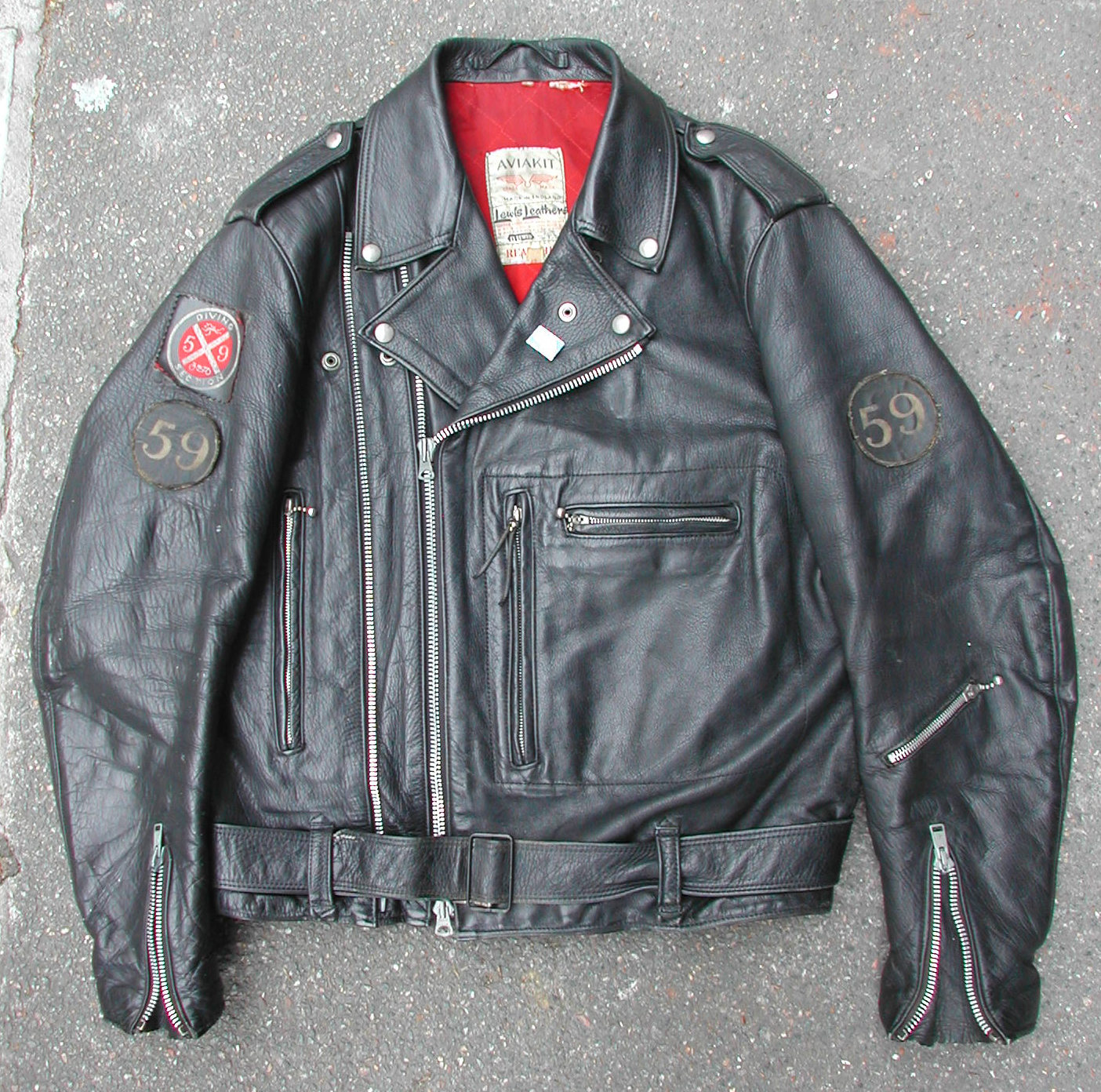
レザージャケット「ブロンクス」 (1956年)
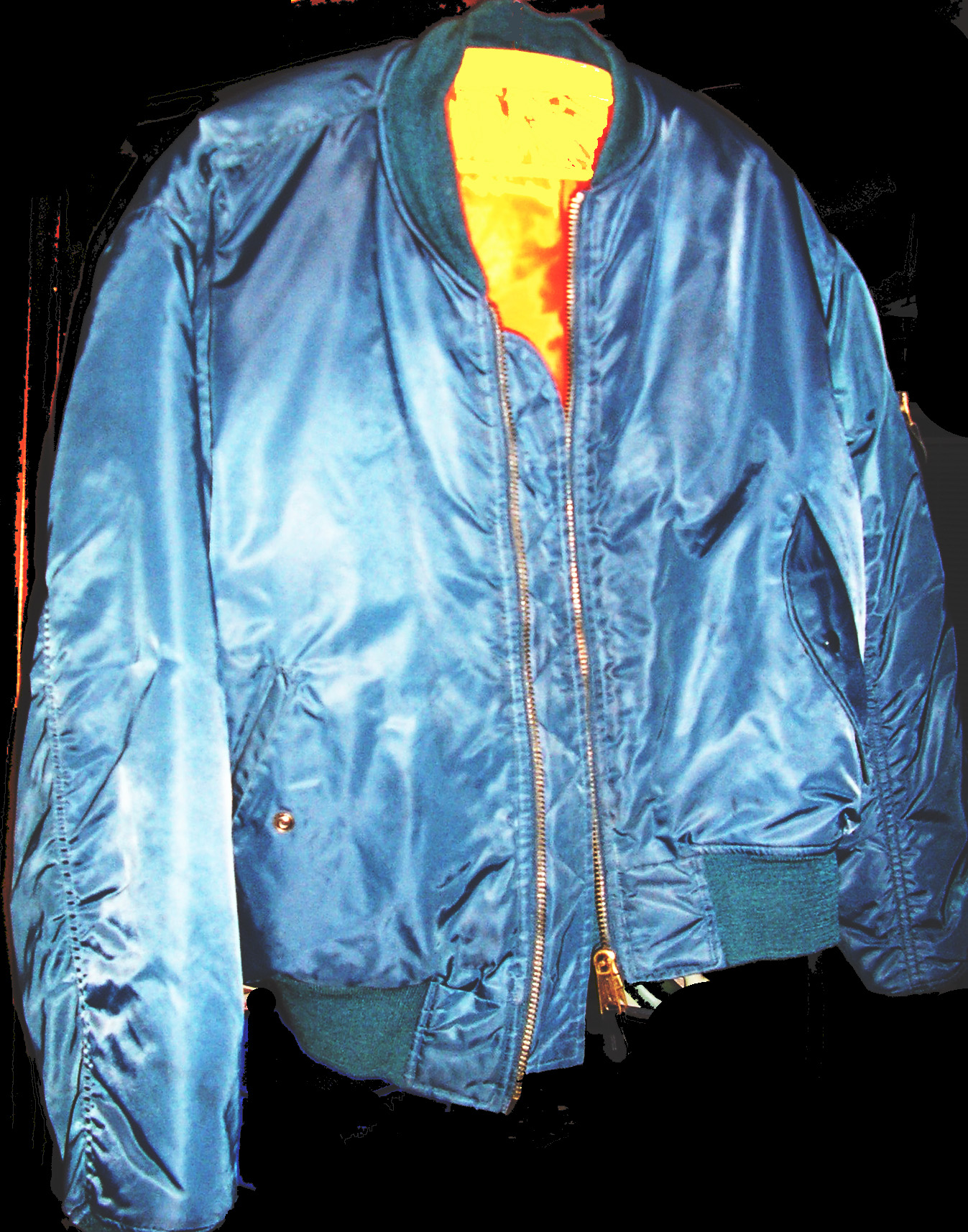
MA-1フライトジャケット